# Groß Kreutz

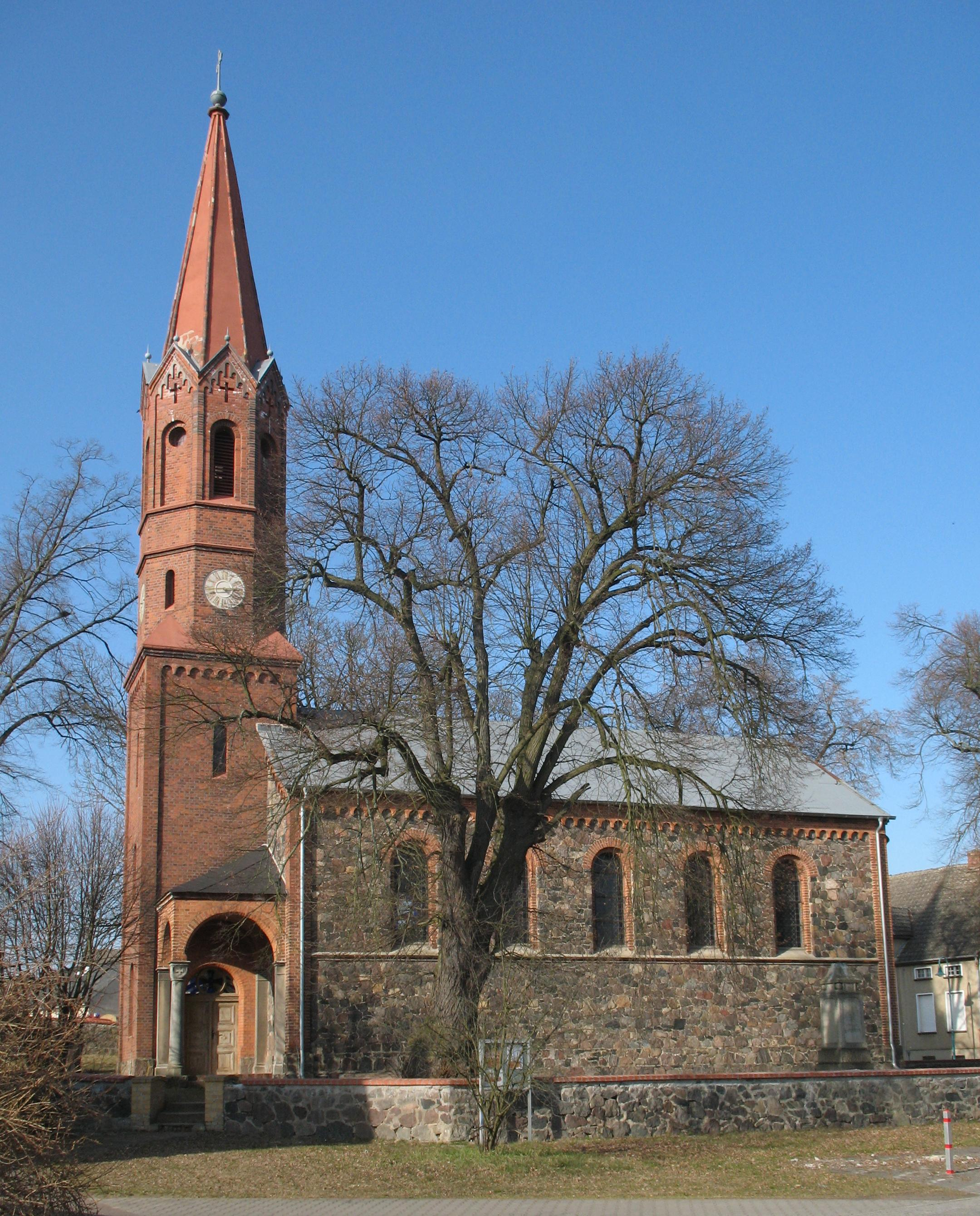
Nhà thờ

Groß Kreutz là một đô thị thuộc huyện Potsdam-Mittelmark, bang Brandenburg, Đức.